# Senatorowie I kadencji Senatu Rzeczypospolitej Polskiej (1922–1927)
Senatorowie na Senat I kadencji (od 12 listopada 1922 do 13 lipca 1927) – senatorowie II RP, wybrani 12 listopada 1922. Złożyli ślubowanie poselskie 28 listopada 1922.
Pierwsze posiedzenie odbyło się 28 listopada 1922, a ostatnie 13 lipca 1927.
Marszałek senior 27 listopada 1922
- Bolesław Limanowski (PPS)

Marszałek Senatu od 1 grudnia 1919
- Wojciech Trąmpczyński (bezpartyjny)

Wicemarszałkowie Senatu
- Jakub Bojko (PSL Piast)
- Antoni Stychel (ZLN)
- Jan Woźnicki (PSL „Wyzwolenie”)

## Lista według przynależności partyjnej

### Polskie Stronnictwo Ludowe „Piast”(18 senatorów)
- Stanisław Biały
- Józefat Błyskosz
- Jakub Bojko
- Józef Buzek
- Władysław Długosz
- Gustaw Dobrucki
- Ludwik Hammerling
- Józef Jachowicz
- Tadeusz Kaniowski
- Andrzej Kędzior
- Józef Kruk (zrzekł się mandatu w maju 1923)
- Bronisław Krzyżanowski
- Ignacy Miciński (od czerwca 1923, zastąpił Józefa Kruka)
- Julian Nowak
- Stanisław Nowak
- Franciszek Ścibor
- Andrzej Średniawski
- Bolesław Wysłouch

### Polska Partia Socjalistyczna(9 senatorów)
- Jan Englisch
- Romuald Jarmułowicz (od lutego 1927, zastąpił Leona Misiołka)
- Stefan Kopciński
- Dorota Kłuszyńska (od grudnia 1925, zastąpiła Ksawerego Praussa)
- Bolesław Limanowski
- Leon Misiołek (zmarł 25 grudnia 1926)
- Stanisław Posner
- Ksawery Prauss (zmarł 14 grudnia 1925)
- Stanisław Siedlecki

### Polskie Stronnictwo Ludowe „Wyzwolenie”(8 senatorów)
- Stanisław Gaszyński
- Wacław Januszewski
- Stanisław Kalinowski
- Aleksandra Karnicka
- Zygmunt Nowicki
- Saturnin Osiński
- Jan Woźnicki
- Piotr Zubowicz

### Narodowa Partia Robotnicza(5 senatorów)
- Antoni Banaszak
- Jan Kierczyński
- Otton Steinborn (od marca 1926, zastąpił Juliana Szychowskiego)
- Julian Szychowski (zrzekł się mandatu w lutym 1926)
- Wojciech Wiącek (od grudnia 1926, zastąpił Ernesta Adama)

### Chrześcijański Związek Jedności Narodowej(56 senatorów)
- Ernest Adam (zmarł 22 listopada 1926)
- Stanisław Adamski
- Aleksander Adelman (od marca 1923, zastąpił Adama Stefana Sapiehę)
- Jan Albrecht
- Ignacy Baliński
- Joachim Bartoszewicz
- Bolesław Bielawski
- Michał Bojanowski
- Feliks Bolt
- Paweł Brandys
- Stanisław Gustaw Brun (zmarł 7 lipca 1925)
- Tadeusz Cieński (zmarł 3 listopada 1925)
- August Adolf Cieszkowski (od maja 1926, zastąpił Stanisława Nowodworskiego)
- Witold Czartoryski
- Maciej Glogier
- Emil Godlewski
- Władysław Grabski
- Kazimierz Gruetzmacher (od marca 1923, zastąpił Józefa Teodorowicza)
- Joachim Hempel
- Władysław Jabłonowski
- Aleksander Jackowski (od kwietnia 1924, zastąpił Stanisława Karpińskiego)
- Leon Janta-Połczyński
- Stanisław Karpiński (zrzekł się mandatu w kwietniu 1924)
- Józef Kasprzak (od września 1925, zastąpił Stanisława Gustawa Bruna. Zrzekł się mandatu w listopadzie 1925)
- Stanisław Wincenty Kasznica
- Marian Kiniorski
- Bolesław Koskowski
- Jan Jakub Kowalczyk
- Błażej Krzywkowski
- Eryk Kurnatowski (od listopada 1925, zastąpił Józefa Kasprzaka)
- Zygmunt Lewakowski (zrzekł się mandatu w październiku 1924)
- Stanisław Lipkowski
- Jan Łaszcz
- Leon Łubieński
- Juliusz Makarewicz (od listopada 1925, zastąpił Tadeusza Cieńskiego)
- Wacław Malinowski
- Stanisław Manterys
- Stanisław Nowodworski (zrzekł się mandatu w maju 1926)
- Henryk Orliński
- Tadeusz Popowski
- Józef Prądzyński (od marca 1926, zastąpił Stefana Smólskiego)
- Ludomił Pułaski
- Adam Stefan Sapieha (zrzekł się mandatu w marcu 1923)
- Erazm Semkowicz (od listopada 1924, zastąpił Zygmunta Lewakowskiego)
- Michał Siciński
- Julian Siennicki
- Stefan Smólski (zrzekł się mandatu w styczniu 1926)
- Jan Stecki
- Antoni Stychel
- Marcin Szarski
- Józefa Szebeko
- Tadeusz Szułdrzyński
- Józef Teodorowicz (zrzekł się mandatu w 1923)
- Maksymilian Thullie
- Juliusz Zdanowski
- Leon Żebrowski

### Blok Mniejszości Narodowych(26 senatorów)
- Izaak Bauminger (od września 1925, zastąpił Lejba Kowalskiego)
- Maksymilian Biennenstock (zmarł 20 marca 1923)
- Jakub Bodek (od kwietnia 1923, zastąpił Maksymiliana Biennenstocka)
- Wiaczesław Bogdanowicz
- Markus Braude
- Georg Busse
- Mychajło Czerkawski
- Mojżesz Deutscher
- Artur Gabrisch (od czerwca 1927, zastąpił Thomasa Szczeponika)
- Damian Gersztański
- Erwin Hasbach
- Aleksander Karpiński
- Mojżesz Koerner
- Lejb Kowalski (zmarł 26 lipca 1925)
- Ołena Łewczaniwśka
- Lew Markowicz
- Kurt Mayer
- Uszer Mendelsohn
- Aleksander Nazarewski
- Iwan Pasternak
- Michał Ringel
- Fiszel Rottenstreich
- Izaak Rubinsztejn
- Karol Stüldt
- Thomas Szczeponik (zmarł 30 stycznia 1927)
- Juliusz Artur Wurzel

### Centrala Związku Kupców(2 senatorów)
- Rafał Szereszowski
- Abraham Truskier

### Bezpartyjni (4 senatorów)
- Maciej Kasperowicz
- Stanisław Maciejewicz
- Wojciech Trąmpczyński
- Aleksander Własow